# Dobanovačka
La rue Dobanovačka (en serbe cyrillique : Добановачка) est située à Belgrade, la capitale de la Serbie, dans la municipalité de Zemun et dans le quartier de Gornji Grad.
Elle doit son nom au village de Dobanovci, situé dans l'actuelle municipalité de Surčin.

## Parcours
La rue Dobanovačka naît à la hauteur du Trg Branka Radičevića. Elle s'oriente vers l'est et traverse les rues Novogradska, Dobrovoljačka, Svetotrojičina et Slavonska. Elle se termine au niveau de la rue Branka Pešića.

## Architecture
À l'angle des rues Dobanovačka et Svetotrojičina se trouve l'église de la Sainte-Trinité, construite entre 1839 et 1842 dans un style néoclassique ; en raison de sa valeur architecturale, elle est inscrite sur la liste des monuments culturels protégés de la république de Serbie et sur la liste des biens culturels protégés de la ville de Belgrade.

## Éducation
L'école élémentaire Gornja varoš est installée au n° 72 de la rue.

## Économie
L'hôtel Zltanik est situé au n° 95.